# مربعات دنيا خطية (رياضيات)
في الإحصاء والرياضيات، المربعات الدنيا الخطية (بالإنجليزية: Linear least squares)‏ مقاربة تمكن من تمثيل معطيات ما بنموذج رياضياتي أو إحصائي في حالات حيث القيمة المثالية التي يعطيها النموذج عند أي نقطة ضمن المعطيات الخاضعة للدرس، يمكن أن يُعبر عنها بشكل خطي عند استعمال الوسائط المجهولة لذلك النموذج.